# Rosa fresca aulentissima

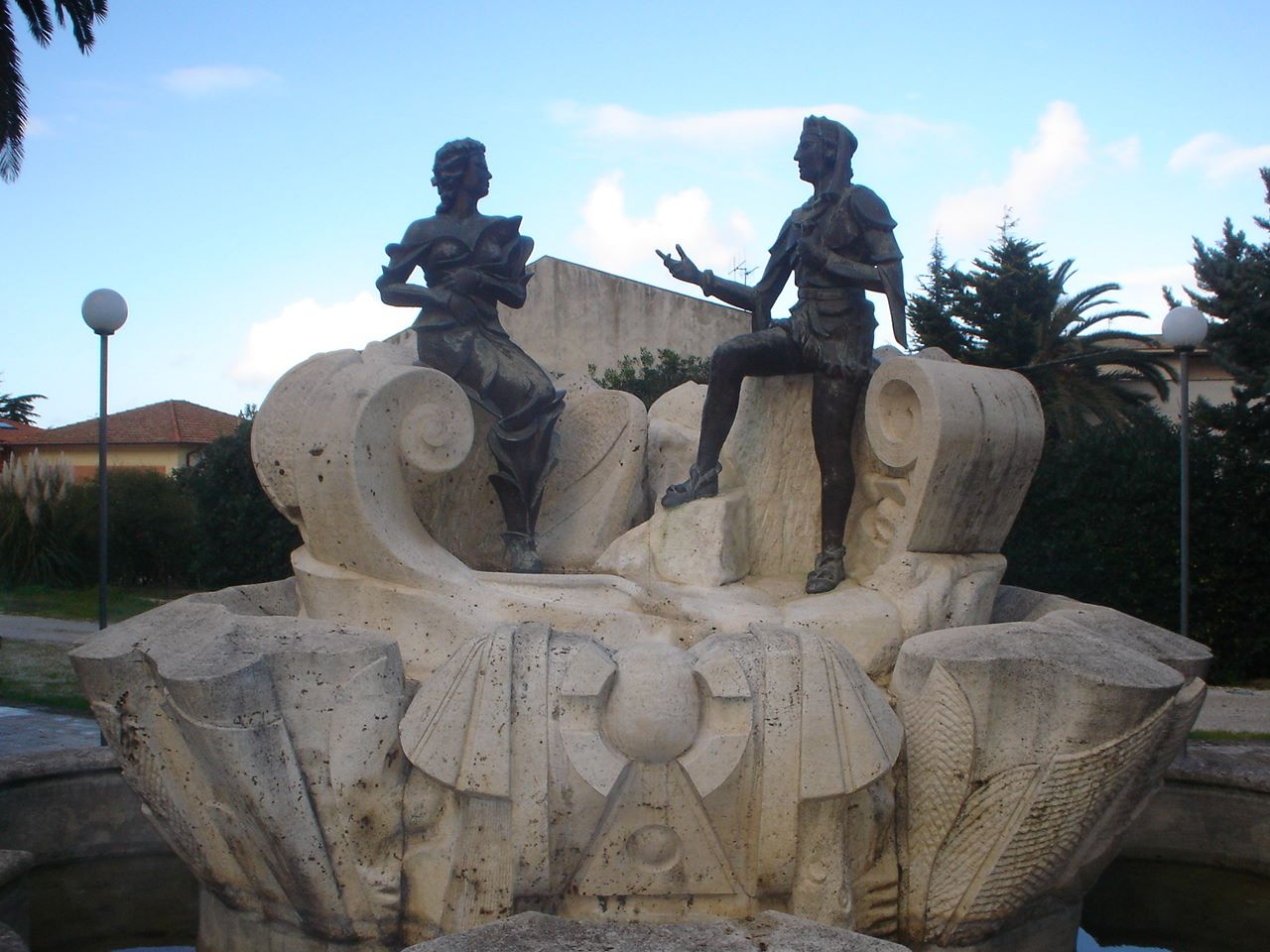
Monumento a Cielo d'Alcamo, rappresentante il Contrasto

Rosa fresca aulentissima è un componimento poetico di Cielo d'Alcamo (uno degli esponenti più rappresentativi della scuola siciliana), scritto nella prima metà del XIII secolo.
Cielo d'Alcamo scrisse questo contrasto, unica sua opera pervenutaci, in lingua siciliana ma con evidenti influenze occitane, mediofrancesi, toscane e latine, a partire dal titolo Rosa fresca aulentissima. Si tratta di un vero e proprio mimo di gusto giullaresco, forse destinato ad una rappresentazione scenica.

## Lingua e stile
Il linguaggio è una versione parodica della lingua letteraria dei Siciliani, i poeti della Magna Curia di Federico II, di cui Cielo evidenzia una conoscenza molto approfondita: la sua erudizione non comune si prende volentieri gioco dei topoi e degli stilemi della poesia cortese. 
In questo componimento, scritto nel quarto o quinto decennio del Duecento, è usato - secondo la teorizzazione di Dante nel De vulgari eloquentia - l'idioma dei siciliani di media estrazione, di contro al linguaggio "illustre" dei lirici. Ciò ne fa uno dei primi testi "dialettali" ("letteratura dialettale riflessa" nella definizione di Benedetto Croce); e che si tratti di dialetto convenzionalmente letterario è stato provato anche da Angelo Monteverdi. La differenza linguistica che corre tra questo testo e la maggioranza delle altre liriche della Scuola siciliana è dunque di natura diversa rispetto a quella che emerge nella canzone Pir meu cori alligrari di Stefano Protonotaro, in cui la veste linguistica originale della poesia siciliana è stata serbata da un manoscritto che riportava la scrittura duecentesca non "toscanizzata" (come invece accade nel caso degli altri testi dei siciliani, Rosa fresca aulentissima compresa).

## Datazione
La data di composizione deve certamente essere posta tra il 1231 e il 1250, nel periodo che va dalla promulgazione delle Costituzioni Melfitane all'anno di morte di Federico II . Questa data si desume dai riferimenti fatti nei versi 21-25:
Il riferimento alla difensa e agli agostari (augustali) permette una datazione congetturale; con le Costituzioni di Melfi del 1231, Federico II aveva disposto che un suddito, se aggredito, avrebbe potuto indicare, invocando il nome dell'imperatore, la multa (difensa) che i suoi aggressori avrebbero dovuto pagare se non avessero desistito; se poi si fosse appurato che l'aggressione era giustificata o che l'accusa era infondata, sarebbe stato proprio colui che aveva proposto questa sorta di cauzione a doverla pagare alle casse del Regno. Il senso dell'espressione è perciò il seguente: io ci metto una difensa di duemila augustali e tuo padre non mi toccherà per quanta ricchezza c'è (ha) in Bari. Quest'ultima è da considerarsi un'espressione proverbiale e non autorizza quindi a localizzare in questa città il dialogo. Gli augustali erano monete che Federico II aveva fatto coniare proprio nel 1231: la loro citazione dimostra che questo componimento non può essere anteriore al 1231 (termine a quo). Circa il termine ad quem, l'esclamazione Viva lo 'mperadore – che fa pensare che Federico sia ancora in vita – lo colloca nel 1250 (morte di Federico II).

## Rapporti col mondo cortese
Il contrasto nell'insieme riprende il genere trovatoresco della pastorella (dialogo tra un cavaliere innamorato e una pastorella, soltanto mimeticamente riferito ad un contesto popolare, ma in realtà testo di intrattenimento destinato al pubblico di una corte).
Si coglie anche l'eco, più o meno diretta, di molti altri testi cortesi dell'epoca, incluso probabilmente il Roman de la Rose, vera e propria "bibbia" dell'amore cortese. Rosa fresca aulentissima è dunque l'opera di uno scrittore tutt'altro che incolto e dotato di notevoli qualità artistiche.

## Critica
Pur essendosi ingannato sull'origine popolare, Francesco De Sanctis fu uno dei primi a vedere in questo componimento una freschezza e originalità non comuni, sia nell'uso del dialetto che nell'erotismo astratto da qualsiasi convenzione feudale. Il tutto si unisce a un raro talento comico che avvicina Cielo alla tradizione giullaresca e alla poesia satirica toscana degli anni immediatamente successivi, ma lo rende anche più vicino alla poesia moderna.
Il contenuto del componimento è quello tipico nella rimeria giullaresca: si tratta di un dialogo tra una ragazza del popolo e un canzoneri (poeta? cantante? giullare?) sfacciato che le offre con enfasi il suo amore, a tratti con parole svenevoli, a tratti con espressioni da trivio. La ragazza dapprima rifiuta motteggiando e infine finisce con il capitolare.
Si tratta evidentemente di un mimo giullaresco, secondo alcuni destinato ad essere recitato e accompagnato dalla musica, dove la rappresentazione dei caratteri è arguta e pur essendo comica non è caricaturale. Essa si pone in controcorrente con la poesia siciliana della Magna Curia, che aveva bandito proprio i giullari da tutto il regno, staccando da quel momento la poesia alta italiana dall'accompagnamento musicale.

## Analisi del testo
Il testo è formato  da 32 strofe di cinque versi, di tre alessandrini monorimi con primo emistichio sdrucciolo e secondo emistichio piano, seguiti da un distico di endecasillabi a rima baciata , per uno schema AAA BB.
Il dialogo ha come protagonisti un uomo innamorato e la donna da lui corteggiata, che prima rifiuta sprezzantemente l'amante per poi infine cedersi alle sue lusinghe. Sia dal punto di vista stilistico che tematico, il Contrasto offre una vera e propria parodia della tradizione trovatoresca: all'elegante ed altisonante linguaggio dei poeti-musicisti di lingua occitana vengono alternati tratti dialettali e popolareschi, e all'idealizzazione intellettualistica dell'eros, propria del trobar clus, vengono messi in relazione maliziosi realismi popolareschi.
Nella prima strofa l'amante si rivolge alla sua donna con un linguaggio aulico e formale, chiamandola "rosa fresca aulentissima", intendendo per rosa la metafora della femminilità e dell'amore, che tutte le donne desiderano, e "madonna mia", con netto richiamo al vocabolario feudale con cui si dà espressione all'esperienza amorosa nella tradizione trovatoresca ("madonna" come l'epiteto midons dei trovatori, 'mia signora'); agli eleganti versi della strofa fa da contrasto solo il  terzo, "tràjemi d'este focora, se t'este a bolontate", chiaro esempio di lingua siciliana non illustre, come messo in evidenza anche da Dante nel suo De vulgari eloquentia.
A quanto detto dall'amante la donna risponde con toni altezzosi e superbi (due adynata ai vv. 8-9), e per esprimere il proprio rifiuto dice che - piuttosto che concedersi alle attenzioni - preferirebbe "tagliarsi i capelli", cioè diventare monaca (iperbole al v. 10).
Nella strofa che segue l'innamorato continua colle sue lusinghe e adulazioni, a cui fa da contrappunto l'esplicita richiesta che la donna s'unisca in amore con lui (al v. 15). 
Quindi, nella quarta strofa, l'amata porta avanti il suo fermo ed imperturbabile rifiuto, intimando all'uomo di andarsene per il possibile arrivo dei propri parenti (vv. 17-18). Nella quinta strofa l'innamorato si difende dicendo che, pure nel caso i parenti di lei lo aggredissero, potrebbe assegnar loro una multa di duemila augustali; in forza alle Costituzioni di Melfi promulgate da Federico II, infatti, all'aggredito veniva concesso di fare il nome dell'imperatore e stabilire una multa per il proprio aggressore. Abbiamo qui un chiaro richiamo alla politica dell'imperatore, esaltata al v. 24 con una vera e propria esclamazione: "Viva lo 'mperatore, graz a Deo!". Infine l'amante comincia a passare ad un tono anch'esso arrogante, rivolgendosi alla sua donna con “bella”, anziché con “rosa” o “madonna”, come aveva fatto nella prima strofa.
All'allusione al costo della multa tuttavia la donna non si spaurisce, vantando le proprie ricchezze nella strofa seguente e confermando quindi il proprio rifiuto.
L'innamorato le si rivolge quindi borioso e sfrontato, asserendo che le donne, seppur testarde, vengono alla fine convinte dalle parole persuasive dell'amante, e che esse, per natura, non possono fare a meno di un uomo che le domini. Quindi, con toni puramente provocatori, intimidisce la donna che non si debba un giorno pentire del proprio rifiuto. È in questa settima strofa che viene messo in luce il massimo contrasto del brano: i toni eleganti e gentili dei primi versi vengono ora soppiantati da un linguaggio volgare e plebeo, dai toni sfacciati e villani.
La donna tuttavia insiste nel proprio rigetto e fa ancora una volta ricorso all'iperbole ("davanti ('piuttosto') foss'io aucisa", v. 36) per esprimerlo e dimostrare che, su di lei, le sue lusinghe non fanno effetto. Quindi però l'amata, come primo segno di cedimento, dice che, se cedesse, tutte le donne risentirebbero in fama e credibilità per il suo comportamento.
Nelle strofe che seguono l'innamorato riprende dunque a farle la corte, ricominciando a chiamarla "rosa invidiata" (v. 44) e, ad una vera e propria richiesta di dichiarazione della donna, che, ormai sul punto di cedere definitivamente, al v. 60 gli dice che potrebbe trovare una donna più bella di lei, risponde, naturalmente, che donna più bella di lei i suoi occhi non l'hanno vista mai.
A seguire avviene il primo esplicito cedimento della donna che, "dato il fatto che l'innamorato s'è dato tanta pena per lei", dice che "obbedirà ai suoi desideri" (v. 70), purché e dopo che – beninteso - lui la chieda in sposa al padre e alla madre e quindi, attraverso le vie ufficiali, la sposi pubblicamente in chiesa.
Le condizioni della donna tuttavia son destinate a rimandarsi: l'innamorato difatti afferma di non voler assolutamente andare via prima ch'ella compia il suo desiderio ("arcompli mi' talento", v. 144), altrimenti sarà lei stessa a sgozzarlo (iperbole al v. 142).
Nella terzultima strofa, quindi, la donna sostiene di comprendere il suo dolore ("Ben sazzo l'arma doleti", v. 146), per questa ragione riduce le sue richieste ad una soltanto: non importa che la sposi prima; perché gli si conceda basta che l'amante giuri sul Vangelo. Lui dunque l'accontenta, mostrando che si trova il libro sacro proprio in tasca, dopo averlo rubato in chiesa, approfittando dell'assenza del prete; quindi giura, tenendo, buffonescamente, sempre il libro in tasca e non facendolo dunque vedere (vv. 151-155). Alla donna però non sembra importare del dettaglio, in realtà tutt'altro che insignificante, e quindi, convinta dal giuramento dell'uomo, fatto - si noti bene - su un libro esplicitamente rubato in un posto sacro, si dichiara sua disposta e lo invita ad unirsi in amore con lei, dato che questo “è il loro destino” (v. 160).
La poesia di Cielo d'Alcamo rappresenta un chiaro capovolgimento dei canoni propri della poesia trovatoresca: come su visto, infatti, il poeta, che si personifica nell'io lirico parlante, si esprime dapprima con termini ed espressioni molto altisonanti, tipici richiami alla lirica occitana, per poi passare, a poco a poco, ad un linguaggio sempre più umile e basso; tale passaggio procede in concomitanza con il concedersi della donna, che dapprima rifiuta fermamente, poi si offre addirittura spontaneamente.
Evidente dunque anche il capovolgimento parodico della tradizione cortese, che interdiceva alla donna d'offrire le proprie grazie all'uomo se questi non era animato da sentimenti puramente gentili e cortesi. Il testo presenta di conseguenza diversi punti in contatto con la produzione giullaresca, distaccandosi al tempo stesso nettamente dalla tradizione dei poeti siciliani, che tendono ad una visione più astratta e rarefatta dell'amore, qui invece vicinissimo alla concretezza delle situazioni reali.

## Fortuna
- Il componimento fu ripreso da Dario Fo, che lo pose all'inizio della seconda parte del suo Mistero buffo.